# エルンスト・フォン・ヘッセン＝フィリップスタール
エルンスト・フォン・ヘッセン＝フィリップスタール（Ernst von Hessen-Philippsthal, 1846年12月20日 - 1925年12月22日）は、ドイツの諸侯家門ヘッセン家の一員で、ヘッセン＝フィリップスタール方伯家の当主（在位：1868年 - 1925年）。全名はエルンスト・オイゲン・カール・アウグスト・ベルンハルト・パウル（Ernst Eugen Karl August Bernhard Paul von Hessen-Philippsthal）。

## 生涯
ヘッセン＝フィリップスタール方伯カール2世と、その妻でヴュルテンベルク公オイゲンの娘であるマリーの間の第1子、長男として生まれた。1866年、普墺戦争に際してフィリップスタール方伯家領の属するヘッセン選帝侯国はプロイセンに併合された。1868年の父の死に際して家督を継承した際、エルンストは家領に対する請求権を放棄した。
1880年、エルンストはヘッセン選帝侯国に所有していた家族世襲財産（Familienfideikommiss）の放棄と引き換えに、弟脈のヘッセン＝フィリップスタール＝バルヒフェルト方伯アレクシスと共同でフィリップスタール一族の個人財産（Privatfideikommiss）として年金30万マルク、ハーナウ城（Stadtschloss Hanau）、ローテンブルク城（Schloss Rotenburg）およびシェーンフェルト城（Schloss Schönfeld）を安堵された。
エルンストは生涯独身を通し、1925年に亡くなった。彼の死によりヘッセン＝フィリップスタール家は断絶したため、フィリップスタール一族の家長の座は弟脈のバルヒフェルト方伯家家長クロートヴィヒが継承した。